# Eraclea
Eraclea este un oraș cu 12.459 de locuitori, situat la nord de Veneția și face parte din provincia Veneto.

## Demografie
Eraclea - evoluția demografică

|  | Graficele sunt indisponibile din cauza unor probleme tehnice. Mai multe informații se găsesc la Phabricator și la wiki-ul MediaWiki. |

Date: Recensăminte sau birourile de statistică - grafică realizată de Wikipedia

### Camere video
- Imagini live cu plaja din Eraclea Serviciu gratis furnizat de www.eracleamare.net.